# Claduègne
La Claduègne est une petite rivière affluent de l'Auzon, elle-même affluent de l'Ardèche. Son cours est entièrement situé dans le département de l'Ardèche.

## Hydronymie
Son nom viendrait du latin clades ignis qui signifie « ravage du feu ».

## Géographie
La Claduègne prend sa source sous le nom de ruisseau de Fudes dans le massif basaltique du Coiron aux limites des communes de Darbres et Berzème. Elle traverse les communes de Berzème, Saint-Gineys-en-Coiron, Saint-Jean-le-Centenier, Mirabel,Villeneuve-de-Berg et Saint-Germain. Elle rejoint l'Auzon à l'est du bourg de Saint-Germain.

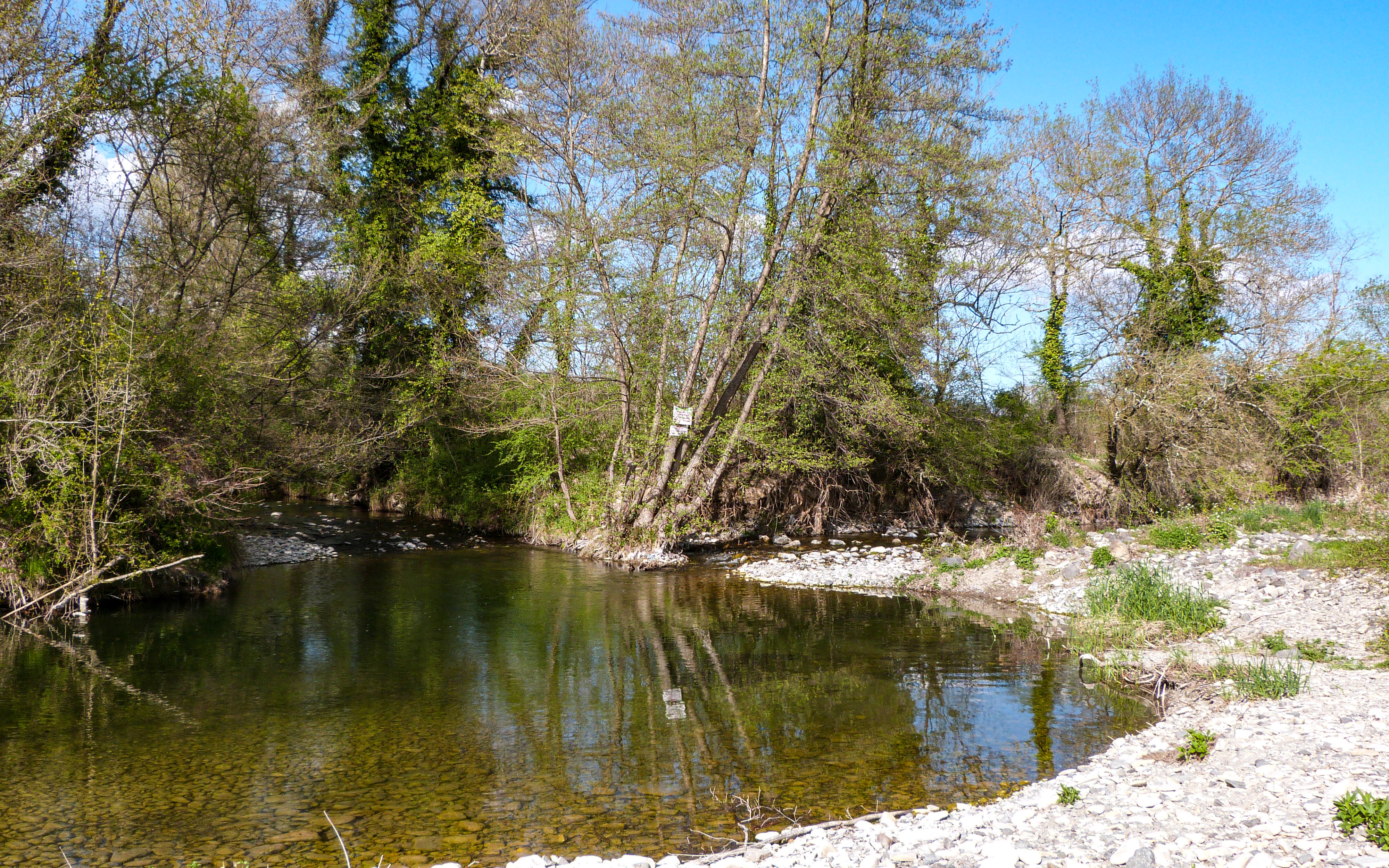
Point de confluence entre l'Auzon à gauche et la Claduègne à droite.

## Affluents
La Claduègne a neuf affluents référencés dont quatre ont des sous-affluents :
- le ruisseau de la Borie,
- le ruisseau de Bouille, avec un affluent :
  - le ruisseau de Boirons,
- le ruisseau de la Garenne,
- le ruisseau de Théoule,
- le ruisseau de Bourdaric,
- le ruisseau de Gazel, avec un affluent :
  - le ruisseau de Sauzède,
- le ruisseau de Baume de Bouze, avec un affluent :
  - le ruisseau de Larentelle,
- le ruisseau de Chauvel, avec deux affluents :
  - le ruisseau de Fontaurie,
  - le ruisseau de Maon,
- le Clarty,

Donc le rang de Strahler est de trois.

## Hydrologie
- longueur du cours : 19,7 km[1]
- altitude de la source : 740 m
- altitude du confluent : 191 m

## Loisirs
Le canyoning y est pratiqué sur la commune de Saint-Gineys-en-Coiron.